# Washoe
Washoe é uma cidade fantasma situada no condado de Carbon, estado de Montana, nos Estados Unidos.

## História
Em 1907, nas cabeceiras do ribeiro Bearcreek, a empresa "Ananonda Copper" e a sua subsidiária "The Washoe Coal Co., começaram a desenvolver Washoe, como uma cidade mineira. Cerca de 1.200 toneladas de carvão por dia saíam de Washoe rumo aos fundidores de Anaconda. Com a constituição da "Montana Power Co., em 1912, começou a diminuir a necessidade de carvão e a mina de Washoe encerrou. 
A vila foi completamente devastada em 1943 por um desastre mineiro, considerado como o pior numa mina de carvão na história do estado de Montana. O desastre teve lugar pelas 10 horas  da manhã do dia 27 de fevereiro desse ano. Tendo nele perecido 74 mineiros, não tendo havido nenhum sobrevivente. Este acidente traumático juntamente com o encerramento da estação de  estrada de ferro/caminho de ferro, selaram o princípio do fim da cidade.
Na atualidade, Washoe é uma cidade fantasma com muitos dos edifícios ainda intactos. A cidade pode ser facilmente visitada, tomando a autoestrada  308 entre Belfry e Red Lodge. Na vila funcionou um posto de correio, entre 1907 e 1959.